# Circonscription autonomique de Guadalajara
Ne doit pas être confondu avec Circonscription électorale de Guadalajara.
La circonscription électorale de Guadalajara est l'une des cinq circonscriptions électorales de Castille-La Manche pour les élections aux Cortes de Castille-La Manche.
Elle correspond géographiquement à la province de Guadalajara.

## Synthèse
| AP & alliés |       | 4 | 3 |   |   |   |   |   |   |   |   |   |  |  |  |
| CDS         |       |   | 1 |   |   |   |   |   |   |   |   |   |  |  |  |
| PSOE        |       | 3 | 3 | 3 | 3 | 4 | 4 | 3 | 3 | 2 | 3 | 2 |  |  |  |
| PP          |       |   |   | 4 | 4 | 3 | 3 | 4 | 5 | 2 | 1 | 2 |  |  |  |
| Podemos     |       |   |   |   |   |   |   |   |   | 1 |   |   |  |  |  |
| Cs          |       |   |   |   |   |   |   |   |   |   | 1 |   |  |  |  |
| Vox         |       |   |   |   |   |   |   |   |   |   |   | 1 |  |  |  |
|             |       |   |   |   |   |   |   |   |   |   |   |   |  |  |  |
| Total       | Total | 7 | 7 | 7 | 7 | 7 | 7 | 7 | 8 | 5 | 5 | 5 |  |  |  |

## Résultats détaillés

### 1983
| Parti     | Parti | Députés élus                                                                                   |
| --------- | ----- | ---------------------------------------------------------------------------------------------- |
| AP-PDP-UL |       | Felipe Solano Ramírez, Luis de Grandes, Antonio Manuel López Polo, José Luis Malfeito Alvárez  |
| PSCM-PSOE |       | Rafael de Mora Granados-Marull, Francisco Javier de Irízar Ortega, José Antonio Tercero Moreno |

- Felipe Solano (AP) est remplacé en juin 1985 par Francisco Cañizares de Lera.
- Luis de Grandes (AP) est remplacé en juillet 1986 par Daniel Viana Gil.

### 1987
| Parti     | Parti | Députés élus                                                                    |
| --------- | ----- | ------------------------------------------------------------------------------- |
| PSCM-PSOE |       | Fernando Novo Muñoz, Francisco Javier López García, María Pilar Andrés Aparicio |
| AP        |       | Francisco Tomey Gómez, Antonio Manuel López Polo, José Díaz García              |
| CDS       |       | Francisco Ruiz Castillo                                                         |

- Francisco Tomey (AP) ne siège pas et est remplacé dès l'ouverture de la législature par Rafael Hernando Fraile.
- Fernando Novo (PSCM-PSOE) est remplacé en novembre 1989 par José Antonio Tercero Moreno.
- Francisco López (PSCM-PSOE) est remplacé en novembre 1989 par Agustín Tizón Reinares.
- Rafael Hernando (AP) est remplacé en novembre 1989 par Marcelino Llorente Mateo.

### 1991
| Parti     | Parti | Députés élus                                                                                          |
| --------- | ----- | --- |
| PP-CLM    |       | Fernando Luis Díaz Martín, Luis de Grandes, Antonio Manuel López Polo, Carlos Ignacio Torres Martínez |
| PSCM-PSOE |       | José Luis Ros Maorad, María Jesús García García, Máximo Romo Prieto                                   |

- José Luis Ros (PSCM-PSOE) est remplacé en mars 1992 par Emilio Mariano Moreno García.
- Luis de Grandes (PP-CLM) est remplacé en juillet 1993 par José Ignacio Echániz.

### 1995
| Parti     | Parti | Députés élus |
| --------- | ----- | --- |
| PP-CLM    |       | Albertina Oria de Rueda Salguero, José Ignacio Echániz, Pedro Fernández Fernández, María de los Ángeles Font Bonmatí |
| PSCM-PSOE |       | Antonio Marco Martínez, María Jesús García García, Luis Santiago Tierraseca                                          |

- María Jesús García (PSCM-PSOE) est remplacée en octobre 1995 par Víctor Casimiro Saboya García.
- José Ignacio Echániz (PP-CLM) est remplacé en juin 1996 par Juan Antonio Nuevo Sánchez.

### 1999
| Parti     | Parti | Députés élus                                                                                                  |
| --------- | ----- | --- |
| PSCM-PSOE |       | María del Pilar Sánchez Castro, Florentino García Bonilla, Antonio Marco Martínez, María Cruz Aguirre Sánchez |
| PP-CLM    |       | Albertina Oria de Rueda Salguero, Antonio Manuel López Polo, María de los Ángeles Font Bonmatí                |

- Ángeles Font (PP-CLM) est remplacée en mars 2000 par Pedro Fernández-Jordán Fernández.

### 2003
| Parti     | Parti | Députés élus                                                                               |
| --------- | ----- | ------------------------------------------------------------------------------------------ |
| PSCM-PSOE |       | Araceli Muñoz de Pedro, Antonio Marco Martínez, Ángela Ambite Cifuentes, Alberto Rojo Blas |
| PP-CLM    |       | Ana Cristina Guarinos López, María del Carmen Plaza Castro, José María Bris Gallego        |

- Araceli Muñoz (PSCM-PSOE) est remplacée en août 2004 par Rosa Abel Muñoz Sánchez.

### 2007
| Parti     | Parti | Députés élus                                                                                                  |
| --------- | ----- | --- |
| PP-CLM    |       | Ana Cristina Guarinos López, Porfirio Herrero Estébanez, María Jimena Crespo Garrido, José María Bris Gallego |
| PSCM-PSOE |       | Magdalena Valerio, Antonio Marco Martínez, Araceli Martínez Esteban                                           |

- Magdalena Valerio (PSCM-PSOE) est remplacée en juin 2010 par José María Calvo Caballero.

### 2011
| Parti     | Parti | Députés élus |
| --------- | ----- | --- |
| PP-CLM    |       | Antonio Román Jasanada, Ana Cristina Guarinos López, Porfirio Herrero Estébanez, María José Agudo Calvo, David Atienza Guerra |
| PSCM-PSOE |       | María Antonia Pérez León, Fernando Lamata Cotanda, Sonia Reyes Sáez                                                           |

- Antonia Pérez (PSCM-PSOE) ne siège pas et est remplacée dès l'ouverture de la législature par Luis Santiago Tierraseca.
- Porfirio Herrero (PP-CLM) est remplacé en juillet 2011 par Carolina Hernández Torres.
- Ana Guarinos (PP-CLM) est remplacée en septembre 2011 par José Manuel Latre Rebled.
- Antonio Román (PP-CLM) est remplacé en décembre 2011 par Adela de la Torre de Lope.
- Fernando Lamata (PSCM-PSOE) est remplacé en avril 2012 par María Yolanda Lozano Galán.

### 2015
| Parti     | Parti | Députés élus                                         |
| --------- | ----- | ---------------------------------------------------- |
| PP-CLM    |       | Ana Cristina Guarinos López, Lorenzo Robisco Pascual |
| PSCM-PSOE |       | Rafael Esteban Santamaría, Araceli Martínez Esteban  |
| Podemos   |       | David Llorente Sánchez                               |

- Araceli Martínez (PSCM-PSOE) est remplacée en juillet 2015 par José Luis Escudero Palomo.
- Rafael Esteban (PSCM-PSOE) démissionne en mai 2019 mais n'est pas remplacé.

### 2019
| Parti     | Parti | Députés élus                                               |
| --------- | ----- | ---------------------------------------------------------- |
| PSCM-PSOE |       | Pablo Bellido, Sara Simón Alcorlo, Eusebio Robles González |
| PP-CLM    |       | Ana Cristina Guarinos López                                |
| Cs        |       | Alejandro Ruiz de Pedro                                    |

- Sara Simón (PSCM-PSOE) est remplacée en juillet 2019 par María Jesús Merino Poyo.
- Eusebio Robles (PSCM-PSOE) est remplacé en juillet 2019 par Francisco Pérez Torrecilla.
- Alejandro Ruiz (Cs) est remplacé en avril 2021 par Javier Sevilla Navarro après renonciation d'Esther Marco Tejón.

### 2023
| Parti     | Parti | Députés élus                                         |
| --------- | ----- | ---------------------------------------------------- |
| PSCM-PSOE |       | Pablo Bellido, María Jesús Merino Poyo               |
| PP-CLM    |       | Ignacio Manuel Redondo Alba, Itziar Asenjo Domínguez |
| Vox       |       | Iván Sánchez Serrano                                 |